# Nó

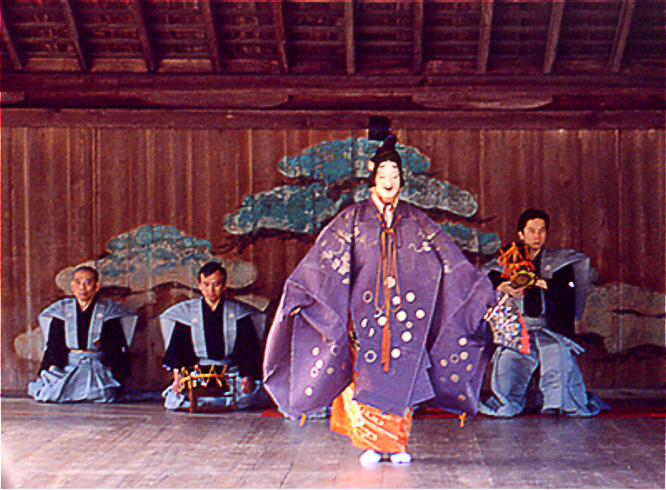
Představení ve svatyni Icukušima

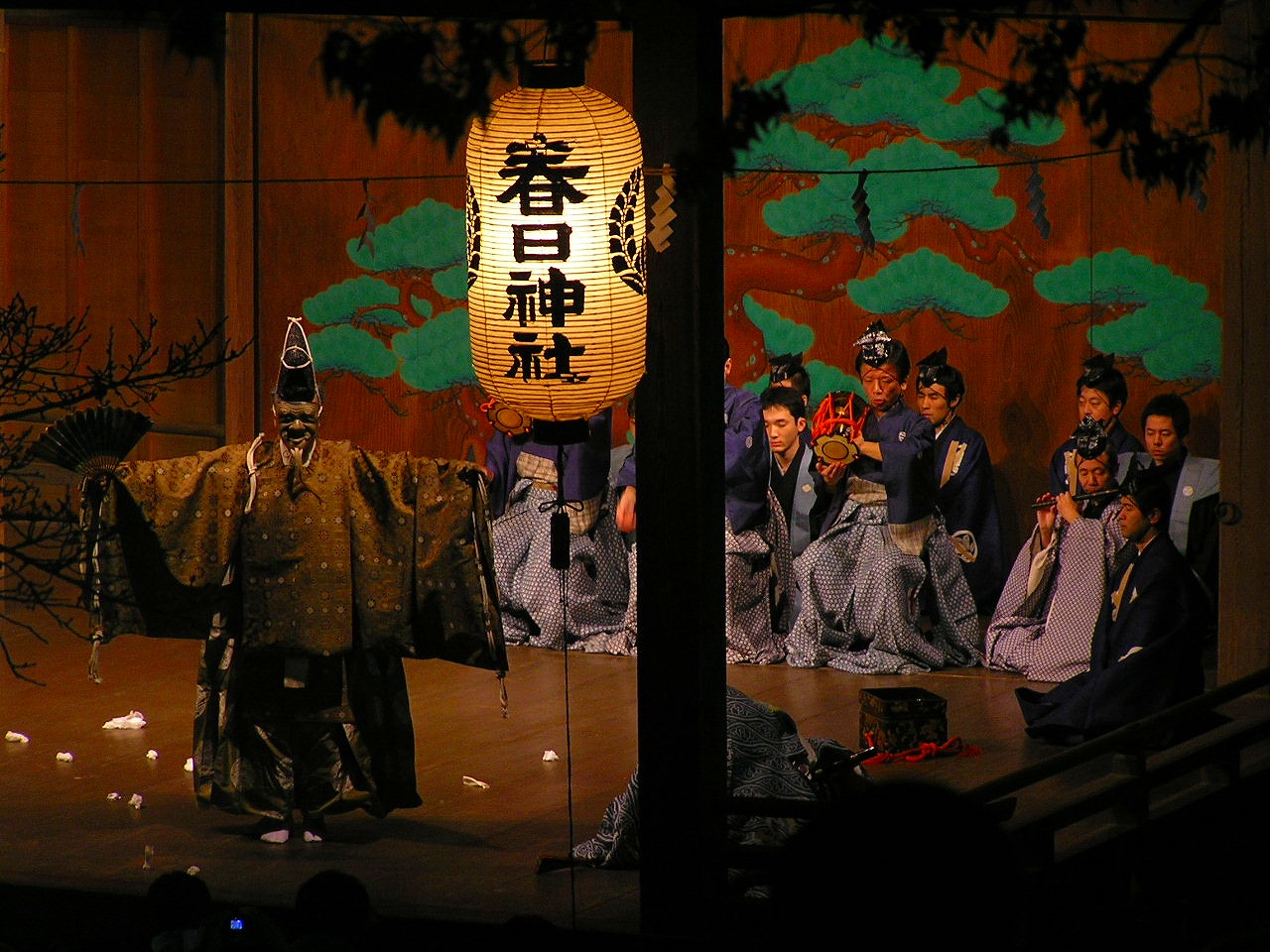
Okina hónó

Nó či Nógaku (能 Nō) je klasické japonské hudební drama, které je provozováno již od 14. století. Název je odvozen z čínsko-japonského slova dovednost nebo talent.[zdroj?] Postavy hrají s maskami a ženské i mužské role hrají muži. Obsahuje historické mýty, tradice a také staré příběhy. Drama Nó je převážně vážná dramatická forma, která kombinuje drama, hudbu a tanec do esteticky velmi bohatého celku. Divadlo Nó má své vlastní nástroje a techniky, které se často dědily. Drama Nó bylo podporováno klany, aristokracií, vládou, a zvláště armádou, mnoho vojenských velitelů vlastní divadelní společnost.
Kjógen je komický protipól dramatu Nó. Více používá dialogu a méně již hudby, ale hudebníci Nó se někdy objevují také v divadle Kjógen.
Kjógen a Nó jsou silně spjatá divadla. Bez sebe se takřka neobejdou. V divadle Nó se objevuje mezi ději Aikjógen (kjógenovský herec), který divadlo jednak oživuje a vypráví příběh v jazyce divákům blízkém, aby děj pochopili, jelikož divadlo Nó používá jazyk z 12. století.

## Historie
Divadlo bylo velmi oblíbené u obyčejného lidu i u aristokracie. Bylo ovlivněno formou Kabuki a Butoh. Během éry Meidži se rozdělilo na několik druhů. Podle jedné z verzí mělo vzniknout v roce 1375 ve svatyni Kasuge blízko posvátného místa Nara.

## Postavy

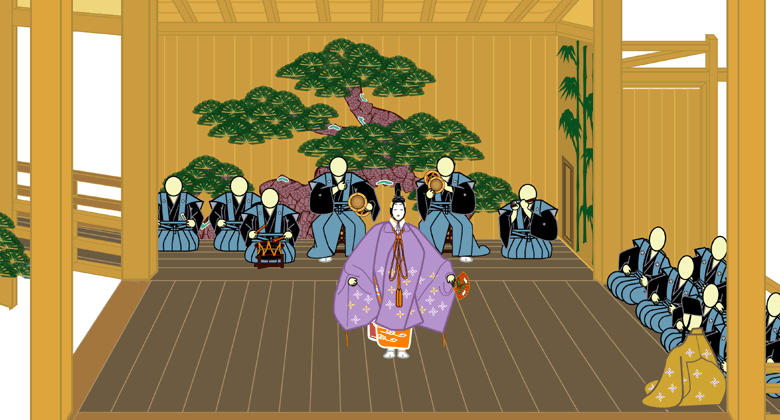
Scéna Nó. Střed: šite; napravo: waki; poté džiutai (chorus); střed: čtyři hajaši-kata (hudebníci); zleva: dva kóken.

Herci divadla Nó: šite, waki, kjógen a hajaši.
- šite nejběžnější role
  - Šite hlavní herec. Většinou představuje prvního člověka, ducha maešite později nočišite
  - Šitezure společníci hlavního hrdiny - šiteho
- waki protipól hlavní postavy šiteho
- wakizure wakiho společnost
- kjógen či aikjógen, mezihry - kjógenovský herec převypravující dění ve hře srozumitelným jazykem.
- hajaši hudebníci: používají nástroje jako flétna, tři druhy bubínků: okawa, kocuzumi a taiko
- džiutai chorus, šest až osm lidí
- kóken většinou tři lidé
- cure doprovod šite

Typické u divadla Nó, že je délka hereckých výstupů omezená a trvá od 30 do 120 minut. Většinou jsou herci muži. Ženy hrají v menších neoficiálních divadlech. Ale ve velkých městech hrají pouze muži.

## Hry
V současnosti je zhruba 250 her tohoto divadla. Avšak 3000 známých názvů, spoustu z nich se snaží zrekonstruovat.

### Naladění
- Mugen nó svět duchů, fantazie, božstev.
- Genzai nó každodennost, běžný den.

### Druhy
- Geki nó drama
- Furjú nó většinou tanec, estetické hledisko
- Okina (nebo také Kamiuta) spojuje tanec s šintoismus a rituály. Většinou zahajuje různé festivaly.

## Výrazové prvky
Obsahuje prvky, které v sobě nese buddhismus a šintoismus také zahrnuje úsporný výrazový minimalismus.

### Scéna

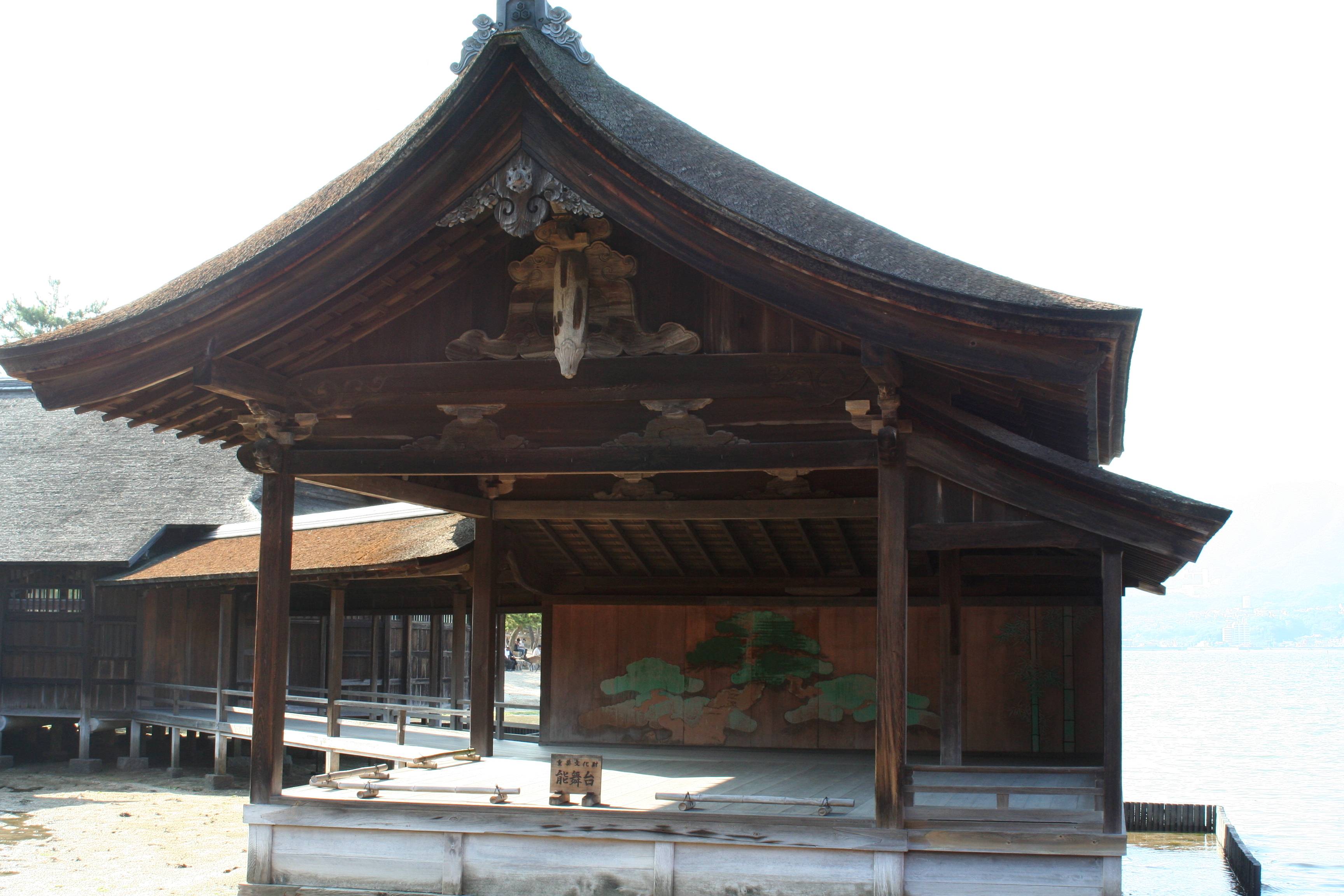
Nejstarší scéna divadla Nó Mijadžima

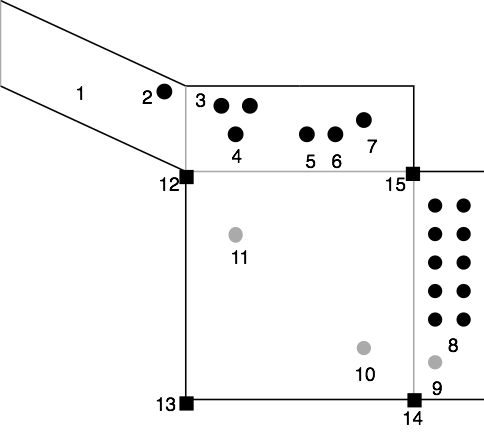
1:hašigakari. 2:kjógen 3:scéna 4:bubínek paličky 5:bubínek úder 6:bubínek na rameni 7:flétna 8:chorus. 9:waki 10:waki 11:šite 12:šite-bašira. 13:mecuke-bašira. 14:waki-bašira. 15:fue-bašira.

Malba je na scéně pouze kagami-ita, malba stromů na pozadí (většinou borovice) a šintoistická svatyně Kasuga na posvátném místě Nara.
Hašigakari, úzký můstek, kterým přicházejí na jeviště herci. Podobně jako hanamiči v kabuki.
Každá scéna má na stropě hák pro upevnění zvonu dódžódži.

### Kostým
Kostým je stylizovaný a symbolický. Hlavní hrdina šite má kostým lehce extravagantní, méně nákladný má jeho doprovod cure, a doprovod protivníka wakizure. Hudebníci a chorus nosí moncuki kimono.

### Maska

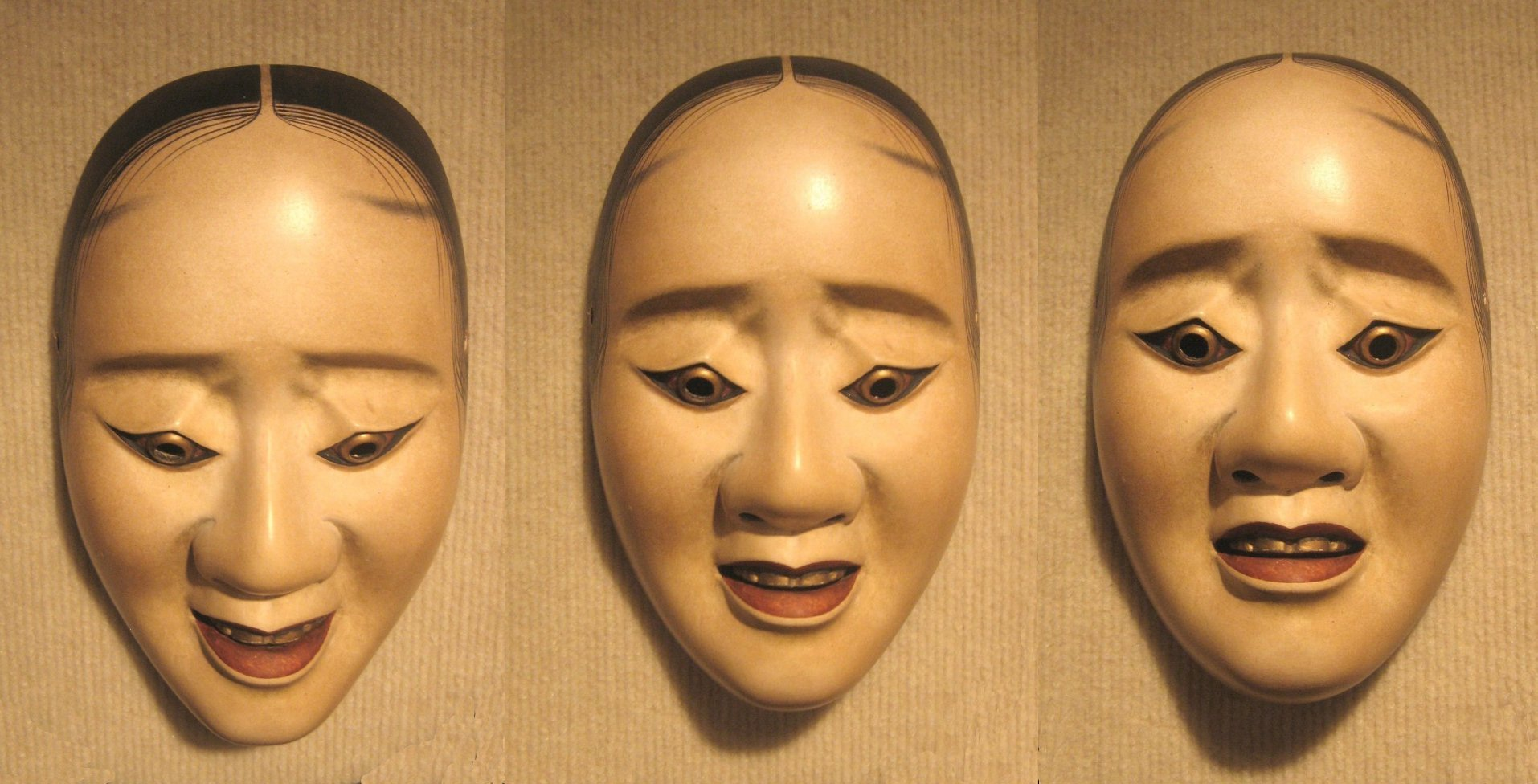
maska "sokola" jedná se o tři záběry stejné masky jen pod jiným úhlem, herec masku během představení nakláněl.

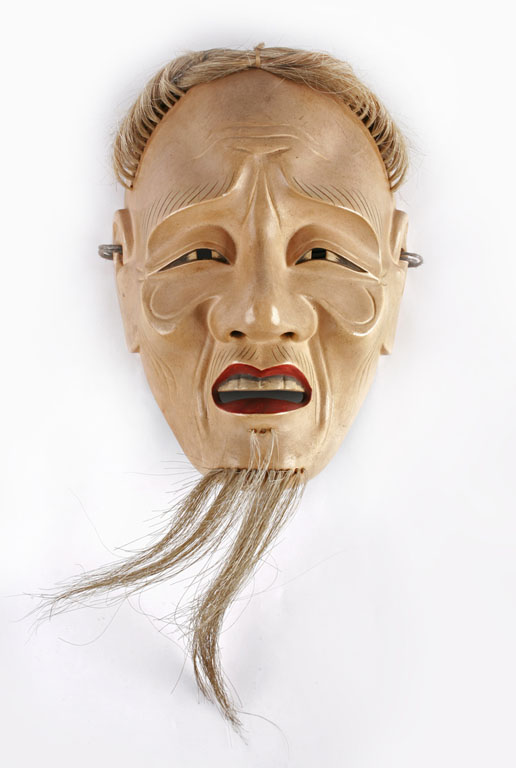
"Ko-jo" (muž), masku, ve sbírce Muzea dětské Indianapolis

Maska v divadle Nó se nazývá omote; je vyrobena z hlíny, laku, papíru, dřeva, textilu.
Většinou je maskou vybavena postava šite, hlavní hrdina, také jiné postavy cure a ženy užívají na jevišti masku. Maska znázorňuje typy postav jako žena, božstvo, kněz, démon, zvíře. Také často mládí a stáří. Maska se používá i pro znázornění běhu času, herec ve třiceti, čtyřiceti a padesáti letech. Protivník šiteho waki je bez masky. Také maska předstírá emoce jako strach nebo smutek.

### Hra a hudba

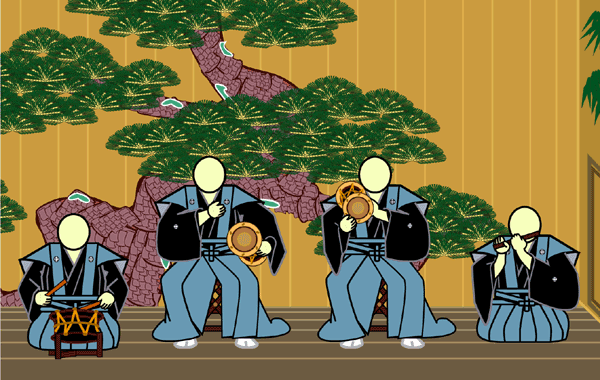
Hajaši-kata (Nó hudebníci). Zleva doprava: taiko bubínek s paličkami, ócuzumi bubínek, na který se hraje dlaní, kocuzumi (ramenní bubínek), flétna.

Nó tvoří chorus a hajaši hudebníci. Hudebníci jsou nazýváni "hajaši-kata". Tři bubeníci: šime-daikó,ócuzumi a kocuzumi a flétnista je šinobue.

## Herci
V Japonsku je nyní asi 1500 profesionálních herců divadla Nó, ale věnuje se mu také spousta lidí na amatérské úrovni. V minulosti herci bývali muži. V současnosti i ženy, většinou dcery již zavedených herců. Některé školy:
- Kanze
- Hóšó
- Komparu
- Kita
- Kongó

Každou školu vede rodina zvaná jako sóke, a hlavou je iemoto, každá rodina upravuje písně, či píše nové hry, uchovává a rozšiřuje tradici divadla Nó.

### Realizátoři divadla Nó na Západě
- Bertolt Brecht
- Peter Brook, zakladatel francouzského výzkumu divadla, také autor filmové verze Bhagavadgity
- Jacques Lecoq
- Jacques Copeau
- Eugenio Barba
- Jerzy Grotowski, polský režisér
- Heiner Müller
- Eugene O'Neill
- Osvobozené divadlo

#### Skladatelé
- William Henry Bell
- Igor Fjodorovič Stravinskij
- Benjamin Britten
- Carlo Forlivesi
- Olivier Messiaen
- Iannis Xenakis
- David Byrne

#### Poezie
- Ezra Pound
- William Butler Yeats

## Terminologie
terminologie pochází od tvůrců Zeami a Zenčiku.
- Hana květina, krása, mládí
- Júgen hloubka, transcendence
- Kokoro nebo shin srdce, mysl
- Rójaku závěr
- Myó šarm
- Monomane napodobení
- Kabu-isšin "píseň srdce" spojení srdce a mysli